# Элвин и бурундуки
«Э́лвин и бурундуки́» (англ. Alvin and the Chipmunks) — американская семейная комедия 2007 года о трёх бурундуках, основанная на истории вымышленной музыкальной группы 1960-х и одноимённом американском сериале 1980-х годов. 
В фильме рассказывается о бурундуках (Элвин, Саймон и Теодор), которые переезжают к борющемуся с трудностями автору песен Дэйву Сэвиллу после того, как потеряли свой дом. Когда Дэйв обнаруживает, что у них редкий певческий талант, он заставляет их выступить перед исполнительным директором JETT Records Яном Хоуком, который затем планирует обманом заставить их жить с ним, чтобы получить прибыль от своего успеха в мировом турне.
«Элвин и бурундуки» был выпущен в США 14 декабря 2007 года компанией 20th Century Fox. Фильм получил в целом негативные отзывы критиков, которые раскритиковали юмор фильма и формулу детского кино. Тем не менее, он собрал более 365 миллионов долларов по всему миру при бюджете в 60 миллионов долларов и стал седьмым по популярности DVD 2008 года в Соединенных Штатах.
Успех фильма породил серию фильмов, куда входят еще три продолжения: «Элвин и бурундуки 2», «Элвин и бурундуки 3» и «Элвин и бурундуки: Грандиозное бурундуключение».

## Сюжет
Музыканта Дэйва Сэвилла (Джейсон Ли) последнее время ждут постоянные разочарования — его песни никто не хочет петь и его агент разрывает с ним контракт. Но перед самым Рождеством в его дом попадают трое говорящих братьев-бурундуков. Сначала они доставляют ему много хлопот, но потом он понимает, что из них может выйти прекрасная музыкальная группа. Дэйв пишет для них свои песни, а бурундуки их исполняют своими интересными голосами. Вскоре трое бурундуков попадают на вершины всех хит-парадов, а их альбомы начинают расходиться гигантскими тиражами.
Ян, агент Дэйва, увидев в этом большую наживу, переманивает бурундуков к себе. Он устраивает им долгие гастроли, нещадно эксплуатируя их. Бурундуки вскоре выдыхаются, но Ян не может отменить концерты и заставляет их петь под фонограмму. Тогда Дэйв с помощью своей подруги Клэр пробирается на концерт бурундуков. Увидев его, они тут же забывают о пении и устремляются к нему. Музыка и голоса бурундуков продолжают играть, публика понимает обман, и Ян оказывается разоблачённым. Бурундуки хотят вернуться к Дэйву, но Ян сажает их в клетку и хочет везти во Францию. Они сбегают из клетки, подменив себя на плюшевых игрушек, возвращаются к Дейву и остаются у него.
В конце Дейв позвал к себе Клэр, но свидание портит Элвин, отключив электричество, и Дэйв гневно выкрикивает: «Элвин!!!».
В сцене после титров выясняется, что побег бурундуков стоил Яну мирового турне, а также его карьеры и состояния. Поэтому он импровизирует с тремя белками и пытается заставить их петь, но, конечно же, терпит неудачу.

## В ролях
| Роль                    | Актёр (актриса)    |
| ----------------------- | ------------------ |
| Дэвид «Дейв» Сэвилл     | Джейсон Ли         |
| Ян Хоук                 | Дэвид Кросс        |
| Клэр Уилсони            | Кэмерон Ричардсон  |
| Гэил                    | Джейн Линч         |
| Элвин Севилл (озвучка)  | Джастин Лонг       |
| Саймон Севилл (озвучка) | Мэттью Грей Гублер |
| Теодор Севилл (озвучка) | Джесси Маккартни   |

## Релиз картины
Первый постер «Элвина и бурундуков» был опубликован в Интернете 4 июля 2007 года. Позже в том же месяце Fox запустил официальный сайт «Элвина и бурундуков», содержащий только трейлер и синопсис. Позже были добавлены несколько игр. В августе 2007 года в опросе 750 американских подростков, проведенном eCRUSH и OTX, «Элвин и бурундуки», наряду с «Пилой 4», «Сокровищем нации 2: Книга тайн», «Маменькин сынок», «Фред Клаус, брат Санты», «Я — легенда» и «Зачарованные», были самыми популярными. ожидаемые фильмы осеннего и зимнего сезонов 2007 года в группе. 
Премьера в Израиле, Румынии и Турции состоялась 14 декабря 2007 года, в Венгрии, Германии, России и Таиланде — 20 декабря 2007 года, в Индии и Италии — 18 января 2008 года.

## Отзывы
Фильм получил в основном отрицательные отзывы кинокритиков. По данным сайта Rotten Tomatoes, лишь 27 % из 104 критиков положительно оценили фильм, а средняя оценка составляет 4,4 из 10. Консенсус сайта гласит: «Несмотря на то, что картина достаточно милая, она страдает от слабого юмора и выглядит достаточно старо, хотя и преподносится по-новому». Из 25 топ-критиков 24 % дали фильму положительную оценку. На сайте Metacritic приведены мнения 23 критиков, их средняя оценка 39 из 100.
Журнал Variety назвал фильм «безобидным и зачастую забавным пустяком». Роджер Эберт дал фильму 2 звезды из 4, сказав, что картина «в какой-то степени, делает сатиру на рок-звёзд». Критики The Guardian и The Observer имеют абсолютно противоположные мнения: Филип Фрэнч сказал, что «фильм понравится детям, да и взрослые на нём тоже не заскучают», а Питер Брэдшоу дал фильму всего одну звезду из пяти, назвав ленту «абсолютно глупой полу-анимационной семейной комедией».
Российские критики встретили фильм также не очень хорошо. Юрий Лущинский считает, что в фильме одни бестолковые нравоучения для детишек и нет ни одной хоть сколько-нибудь смешной шутки. Олег Денежка утверждает, что это «классическая рождественская сказка: семейные ценности, деликатный юмор, рождественские песенки». «Но фильму мешает непроработанность сюжета, поверхностность характеров, отсутствие настоящей драматургии» — добавляет критик. Главную мысль картины Денежка видит в следующем: «Мы любим не тех, кто нас забавляет. А тех, о ком заботимся».
Софья Сапожникова, обозреватель журнала «Афиша», назвала этот фильм обречённой на провал попыткой превознести семейные ценности над шоу-бизнесом.

## Саундтрек
- Bad Day
- The Chipmunk Song (Christmas Dont Be Late) (DeeTown OG Mix)
- Follow Me Now (feat. Jason Gleed)
- How We Roll
- Witch Doctor (feat. Chris Classic)
- Come Get It (feat. Rebecca Jones)
- The Chipmunk Song (Christmas Dont Be Late) (DeeTown Rock Mix)
- Funkytown
- Get You Goin
- Coast 2 Coast
- Mess Around
- Only You (and You Alone)
- Aint No Party
- Get MunkD
- Witch Doctor (perf. by David Seville) *Bonus Tracks Classic Version)
- The Christmas Song (Christmas Dont Be Late) (perf. by The Chipmunks) Bonus Tracks Classic Version)